# 查利·斯佩丁
查利·斯佩丁（英語：Charlie Spedding，1952年5月19日—），英国男子田径运动员。他曾代表英国参加1984年和1988年夏季奥林匹克运动会田径比赛，其中1984年奥运会获得一枚铜牌。